# Coup de Grace
Coup de Grace – czternasty studyjny album zespołu The Stranglers, wydany 26 października 1998 roku, nakładem wytwórni Eagle Records. Producentem płyty był David M. Allen.

## Utwory
1. „Good Is Good” – 4:00
2. „You Don't Think That What You've Done Is Wrong” – 3:12
3. „Tonight” – 3:16
4. „Jump Over My Shadow” – 4:30
5. „Miss You” – 5:03
6. „Coup de Grace (S-O-S)” – 3:22
7. „In the End” – 3:13
8. „No Reason” – 5:15
9. „Known Only Unto God” – 4:39
10. „The Light” – 5:57

## Muzycy
- Jean-Jacques Burnel – gitara basowa
- Paul Roberts – wokal, perkusja
- John Ellis – gitara, wokal
- Dave Greenfield – klawisze, wokal
- Jet Black – perkusja, bębny

oraz
- Lisa George – śpiew w „You Don't Think That What You've Done Is Wrong”
- Lizzie Deane – śpiew w „You Don't Think That What You've Done Is Wrong”